# Kølbåd
En kølbåd er en sejlbåd, som har en fast køl. Kølens ene funktion er at mindske afdriften (dvs., at båden glider sidelæns gennem vandet), og det opnås ved at have kølens flade på langs nede i vandet. En lang køl med stor overflade giver mindre afdrift, men generelt også mindre manøvredygtighed for båden, så kølens størrelse vil være et kompromis mellem de to forhold. Den anden funktion er at modvirke krængning, og her hjælper kølen med sin vægt med at holde båden oprejst. Da større vægt giver større stabilitet vil kølen ofte være fremstillet af massivt jern, bly eller tilsvarende materiale. Fordelen ved en tung, dyb køl er, at båden kan gøres selvoprettende.
Sejljoller adskiller sig fra kølbåde ved at de har et sværd eller en sænkekøl i stedet for en køl. Sværdet modvirker afdrift ligesom en køl, men det har ikke nogen nævneværdig vægt og vil derfor ikke bidrage til stabiliteten. Derfor kræver jollesejlads normalt, at besætningen flytter sig rundt for at stabilisere med sin egen vægt.
For flerskrogsbåde som katamaraner eller trimaraner beror stabiliteten på deres bredde, og de er derfor ofte kun forsynet med sværd. Hvis en katamaran vælter, vil den ligge stabilt op-ned, mens mange kølbåde er selvrettende.
De nyeste og mest avancerede kølbåde har en ballastkøl, som kan svinges fra side til side, og derved kan kølbåden bære meget større sejl end tidligere. 
Mange af de kølbåde, der sejler på lavvandede søer, har specialbyggede køle, der i stedet for at være lange og smalle er korte og flade. Derved kan et stort skib sejle på selv meget lavt vand. I enkelte lande med stor tidevandsforskel, som i England, bygges der også kølbåde med to køle, sådan at de kan stå stabilt på to køle ved lavvande.
- Wikimedia Commons har flere filer relateret til Kølbåd

| Vandsport/vandtransport | Spire Denne vandsports- eller vandtransportsartikel er en spire som bør udbygges. Du er velkommen til at hjælpe Wikipedia ved at udvide den. |